# إدوارد إل. هاتشينسون
إدوارد إل. هاتشينسون (بالإنجليزية: Edward L. Hutchinson)‏ هو محامي أمريكي، (و. 1864  م).